# Бонди, Эгон
Эгон Бонди, собственно Збынек Фишер (чеш.  Egon Bondy, Zbyněk Fišer, 20 января 1930, Прага — 9 апреля 2007, Братислава) — чешский писатель и философ, диссидент, одна из крупнейших фигур пражского андеграунда.

## Биография
Отец — генерал армии Чехословацкой Республики перед Второй мировой войной. В 13 лет потерял мать. Окончил гимназию в 1947, но по финансовым причинам был вынужден отказаться от высшего образования. Нищенствовал, занимался контрабандой, несколько раз был арестован. Познакомился с Карелом Тейге, Завишем Каландрой, Владимиром Боудником. Выступал против сталинизации страны, нараставшего антисемитизма. С конца 1940-х выступал как поэт-сюрреалист, в 1949 участвовал в сборнике Еврейские имена, где впервые прибег к псевдониму, под которым стал впоследствии известен. В 1950 основал издательство Полночь, первую книгу стихов опубликовал в 1952. Изучал философию и психологию в Карловом университете (1957—1961). Параллельно работал сторожем в Национальном музее (до 1962), позднее — библиографом в Национальной библиотеке (до 1967). В 1967 получил степень кандидата философских наук.
Во время Пражской весны участвовал в «новом левом» «Движении революционной молодёжи». В 1970-х познакомился с Иваном Йироусом, писал тексты для знаменитой рок-группы The Plastic People of the Universe. В период нормализации печатался только в самиздате, где, среди прочего, опубликовал историю мировой философии в 14-ти томах. Социалист с троцкистским, а потом с маоистским уклоном, в философии близкий к марксизму, который соединял с буддизмом, Бонди находился в постоянном конфликте с официальной идеологией. Подписал Хартию-77. Много лет дружил с Богумилом Грабалом, который представил его фигуру его в романе Ласковый варвар (1973, экранизирован в 1989, ) и нескольких других книгах.
После Бархатной революции с прежней резкостью критиковал постсоциалистический режим в Чехии, роль и позицию США. В 1989 переехал в Тельч, а в 1993, в знак протеста против раздела страны, перебрался в Братиславу, где до 1995 преподавал философию в университете. Принял гражданство Словакии. Скончался из-за сильных ожогов (заснул с непотушенной сигаретой, от которой загорелась его ночная пижама).
По архивным документам, опубликованным в 2004, с 1952 по 1989 (с перерывами) сотрудничал со Службой госбезопасности Чехословакии.
Похоронен на кладбище Малвазинки в Праге.
Сын от первого брака — поэт Збынек Фишер-младший (род. 1959).

## Творчество
Автор стихов, романов, философских и политологических трудов. Переводил немецкую (Могенштерн) и американскую (Ферлингетти) поэзию, труды Лао-цзы, Эриха Фромма.

## Публикации

### Стихотворения
- Pražský život — Poezie mimo domov, Mnichov 1985 (написано в 1952)
- Nesmrtelná dívka — Poezie mimo domov, Mnichov 1989 (написано в 1952, переизд. 1992)
- Básnické dílo sv. 1  — Pražská imaginace, Praha 1989 (стихи 1950-х годов)
- Básnické dílo sv. 2  — Pražská imaginace, Praha 1989 (стихи 1950—1953)
- Básnické dílo sv. 3  — Pražská imaginace, Praha 1990 (стихи 1954—1963)
- Básně 1988 aneb Čas spíše chmurný + Odplouvání — Inverze, Praha 1990
- Básnické dílo sv. 4 (Naivita) — Pražská imaginace, Praha 1991
- Básnické dílo sv. 5) — Pražská imaginace, Praha 1991 (стихи 1963—1971)
- Básnické dílo sv. 6 (Deník dívky, která hledá Egona Bondyho) — Pražská imaginace, Praha 1991
- Dvě léta — Inverze 1991 (стихи 1989—1990)
- Básnické dílo sv. 7 — Pražská imaginace, Praha 1992 (стихи 1971—1974)
- Básnické dílo sv. 8  — Pražská imaginace, Praha 1992 (стихи 1974—1976)
- Básnické dílo sv. 9  — Pražská imaginace, Praha 1993 (стихи 1977—1987)
- Ples upírů — Obrys-Kontur / Poezie mimo domov, Mnichov 1995
- Zbytky eposu — F. R. And G., Bratislava 1998 (написано в 1955)
- Velká kniha — Maťa, Praha 2000 (написано в 1952)
- Sbírečka — Maťa, Praha 2000 (написано в 1974)
- Deník dívky, která hledá Egona Bondyho — PT, Bratislava 2001 (написано в 1971)
- To jsou zbytečné verše — Maťa, Praha 2003 (написано в 1975)

### Проза
- Invalidní sourozenci — 68 Publishers, Toronto 1981 (Archa, Praha 1991) (написано в 1974)
- Sklepní práce — 68 Publishers, Toronto 1988 (Votobia, Olomouc 1997) (написано в 1973)
- Afghánistán — (součást souboru Orwelliáda) Delta, Praha 1990 (написано в 1980)
- 3x Egon Bondy — Šaman, Mníšek, Nový věk — Panorama, Praha 1990 (написано в 1975, 1974 и 1982)
- Gottschalk, Kratés, Jao Li, Doslov — Zvláštní vydání, Brno 1991 (написано в 1988)
- Cesta českem našich otců — Česká expedice, Praha 1991 (написано в 1983)
- Nepovídka — Zvláštní vydání, Brno 1994 (написано в 1983)
- Leden na vsi — Torst, Praha 1995 (psáno 1977)
- Hatto — Zvláštní vydání, Brno 1995
- Příšerné příběhy 1975—1986 — Maťa, Praha 1995
- Severin — Votobia, Olomouc 1996
- Cybercomics — Zvláštní vydání, Brno 1997
- Agónie — Epizóda 96 — PT, Bratislava 1997
- Týden v tichém městě — PT, Bratislava 1998
- Údolí — PT, Bratislava 1998
- Bezejmenná — Zvláštní vydání, Maťa, Brno-Praha 2001 (написано в 1987)
- 677 — Zvláštní vydání, Brno 2001 (написано в 1977)
- Máša a Běta — Akropolis, Praha 2006 (написано в 1978)
- Šaman — Akropolis, Praha 2006 (написано в 1975)
- Bratři Ramazovi — Akropolis, Praha 2007 (написано в 1985)

### Другие литературные сочинения
- Ministryně výživy — Arkýř, Mnchov 1989 (переизд. 1991; написано в 1970)
- Prvních deset let — Maťa, Praha 2003 (автобиография, написана в 1981)
- Hry — Akropolis, Praha 2007 (написано в 1968—1970)

### Философские работы
- Otázky bytí a existence. Svobodné slovo, Praha 1967 (написано в 1961)
- Útěcha z ontologie. Academia, Praha 1967.
- Buddha. Orbis, Praha 1968.
- Filozofické eseje, sv. 1 (Útěcha z ontologie). DharmaGaia, Praha 1999.
- Filosofické eseje, sv. 2 (Juliiny otázky, Doslov). DharmaGaia, Praha 1993.
- Filozofické eseje, sv. 3. DharmaGaia, Praha 1994.
- Filozofické eseje, sv. 4. DharmaGaia, Praha 1995.
- Poznámky k dějinám filozofie sv. 1 (Indická filozofie). Vokno, Praha 1991
- Poznámky k dějinám filozofie sv. 2 (Čínská filozofie). Vokno, Praha 1993.
- Poznámky k dějinám filozofie sv. 3 (Antická filozofie). Vokno, Praha 1994.
- Poznámky k dějinám filozofie sv. 4 (Filozofie sklonku antiky a křesťanského středověku). Vokno, Praha 1993.
- Poznámky k dějinám filozofie sv. 5 (Středověká islámská filozofie, reformace). Vokno, Praha 1995.
- Poznámky k dějinám filozofie sv. 6 (Evropská filozofie XVII. a XVIII. století). Vokno, Praha 1996.

### Политологические работы
- Neuspořádaná samomluva. L. Marek, Brno 2002 (написано в 1984)
- O globalizaci. L. Marek, Brno 2005

## Признание
Премия Эгона Хостовского (Торонто, 1981).